# کوشمن دیویس
کوشمن دیویس (به انگلیسی: Cushman Davis) یک سناتور سابق عضو حزب جمهوری‌خواه ایالات متحده آمریکا بود. وی در سال ۱۸۸۷ تا ۱۹۰۰ میلادی سناتور ایالت مینه‌سوتا در سنای ایالات متحده آمریکا بود.